# Bryocamptus echinatus
Bryocamptus echinatus är en kräftdjursart som först beskrevs av Mrázek 1893.  Bryocamptus echinatus ingår i släktet Bryocamptus och familjen Canthocamptidae. Inga underarter finns listade i Catalogue of Life.